# Comuna de Gronowo Elbląskie
Gronowo Elbląskie (polaco: Gmina Gronowo Elbląskie) é uma gminy (comuna) na Polónia, na voivodia de Vármia-Masúria e no condado de Elbląski. A sede do condado é a cidade de Gronowo Elbląskie.
De acordo com os censos de 2004, a comuna tem 4892 habitantes, com uma densidade 54,8 hab/km².

## Área
Estende-se por uma área de 89,2 km², incluindo:
- área agricola: 83%
- área florestal: 0%

## Demografia
Dados de 30 de Junho 2004:
|                      | Total   | Total | Mulheres | Mulheres | Homens  | Homens |
| -------------------- | ------- | ----- | -------- | -------- | ------- | ------ |
|                      | pessoas | %     | pessoas  | %        | pessoas | %      |
| População            | 4892    | 100   | 2482     | 50,7     | 2410    | 49,3   |
| Densidade (pop./km²) | 54,8    | 100   | 27,8     | 27,8     | 27      | 27     |

De acordo com dados de 2002, o rendimento médio per capita ascendia a 1382,54 zł.

## Comunas vizinhas
- Elbląg, Markusy, Nowy Dwór Gdański, Stare Pole